# Михеев, Валерий (хоккеист)
Валерий А. Михеев (28 января 1938, Свердловск — 19 апреля 1999) — советский хоккеист, вратарь.

## Биография
Воспитанник свердловского «Спартака», дебютировал за команду в сезоне 1958/59 второй группы класса «А»; вышел с командой в высшую лигу чемпионата СССР. По ходу сезона 1959/60 играл в команде чемпионата РСФСР «Металлург» Серов. Сезон 1960/61 провёл в «Спартаке», затем перешёл в команду класса «А» «Металлург» Новокузнецк. С сезона 1962/63 — игрок СКА Новосибирск. Осенью 1965 года участвовал в товарищеских матчах «Спартака», но перешёл в «Автомобилист» Алма-Ата, где и завершил карьеру после сезона 1970/71.